# Ōsaka (prefektura)
Ōsaka (japanski: kanji 大阪府, romaji: Ōsaka-fu) je prefektura u današnjem Japanu. 
Nalazi se na južnom dijelu otoka Honshūa, na istočnoj obali Ōsačkog zaljeva, na zapadu poluotoka Kiija. Nalazi se u chihō Kansaiju.
Glavni je grad Osaka.
Organizirana je u 5 okruga i 43 općine. ISO kod za ovu pokrajinu je JP-27.
Dne 1. siječnja 2012. u ovoj je prefekturi živjelo 8,864.228 stanovnika.
Simboli ove prefekture su cvijet umea (Prunus mume) i japanski jaglac (Primula sieboldii), drvo ginkgoa (Gingko biloba), ptica japanski svračak (Lanius bucephalus).